# Myzolecanium magnetinsulae
Myzolecanium magnetinsulae är en insektsart som först beskrevs av Qin och Penny J. Gullan 1989.  Myzolecanium magnetinsulae ingår i släktet Myzolecanium och familjen skålsköldlöss. Inga underarter finns listade i Catalogue of Life.